# الرومانية الكاثوليكية في الجزائر

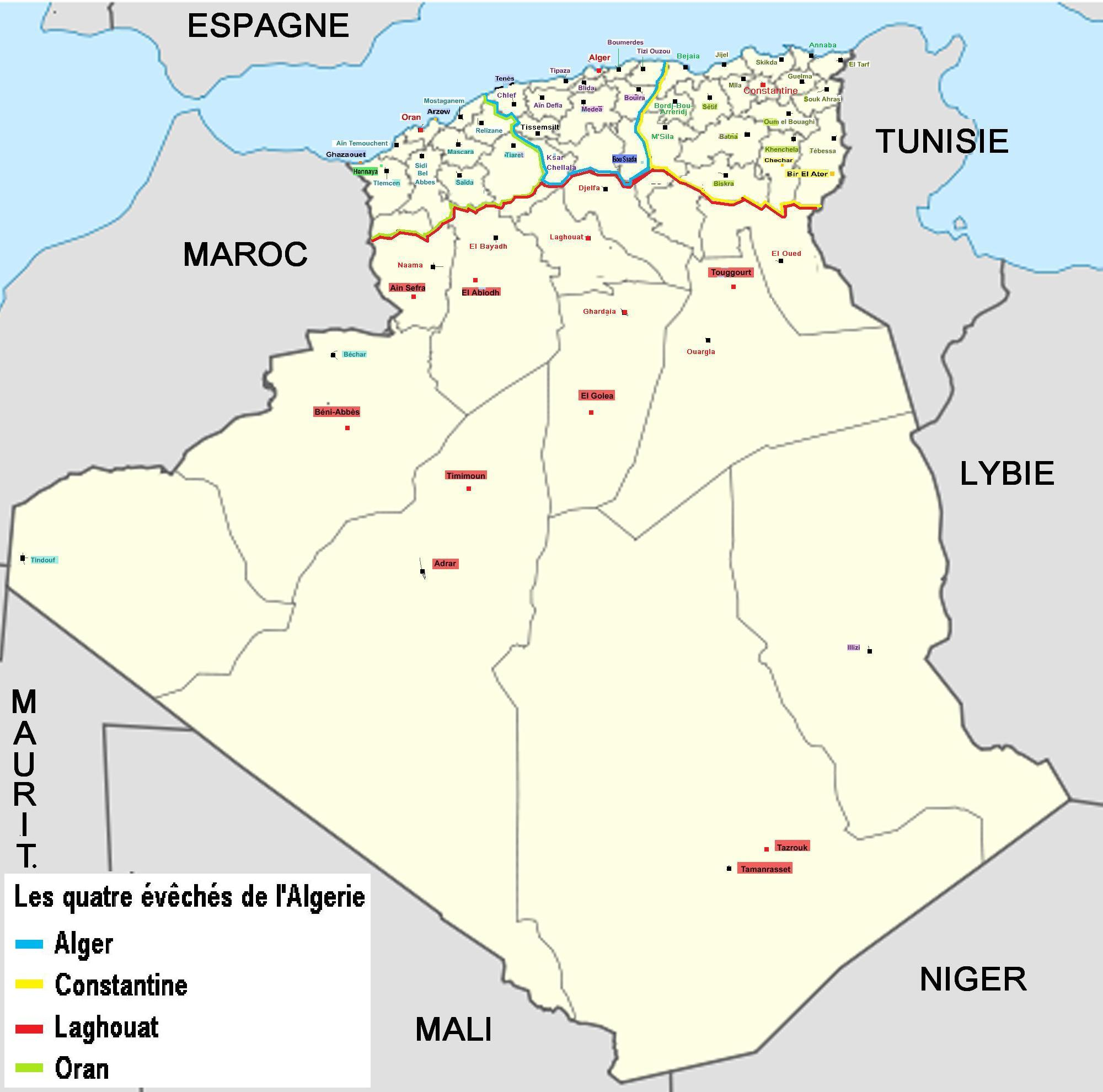
خريطة الأبرشيات الجزائرية

الكنيسة الكاثوليكية في الجزائر هي جزء من الكنيسة الكاثوليكية العالمية، تحت القيادة الروحية للبابا في روما.
قبل الاستقلال، كانت الجزائر موطنا لمليون مستوطن كاثوليكي (10%). بعض المغاربة من البربر (ومعظمهم من القبايل) أو من أصل عربي تحولوا إلى المسيحية خلال الاستعمار الفرنسي. منذ الاستقلال في عام 1962، انخفض عدد السكان الكاثوليك الأوروبيين بشكل كبير، وغادر العديد من الكاثوليك إلى فرنسا أو إسبانيا. قبل الاستقلال، كان للمستوطنين الكاثوليك الأوروبيين إرث تاريخي وحضور قوي. أدى الاستقلال إلى نزوح جماعي للمستوطنين الكاثوليك الأوروبيين؛ بعد سلسلة من أحداث العنف خلال عام 1962، غادر أكثر من 80% من المستوطنين الكاثوليك البلاد.

## القرن ال 21
في عام 2020، شكل الكاثوليك 0.01-0.02% من سكان البلاد؛ كان هناك 62 كاهنًا و116 راهبة يخدمون في 30 رعية.
وفي عام 2022، أشارت الكنيسة الكاثوليكية إلى أنها تمكنت من القيام بالخدمات الدينية وزيارة السجون دون تدخل من السلطات.

## أنظر أيضاً
- الدين في الجزائر
- المسيحية في الجزائر